# عمدة مقديشو
عمدة مقديشو هو رئيس بلدية العاصمة الصومالية مقديشو، يدير مكتب العمدة جميع خدمات المدينة والممتلكات العامة والشرطة والإطفاء ومعظم الوكالات العامة العاملة في المدينة كما يراقب المكتب مهمة تنفيذ القوانين داخل المدينة، يشغل المنصب حاليا يوسف حسين جمعالي بعد تعيينه في 14 سبتمبر 2022 خلفا لعمر محمود محمد.

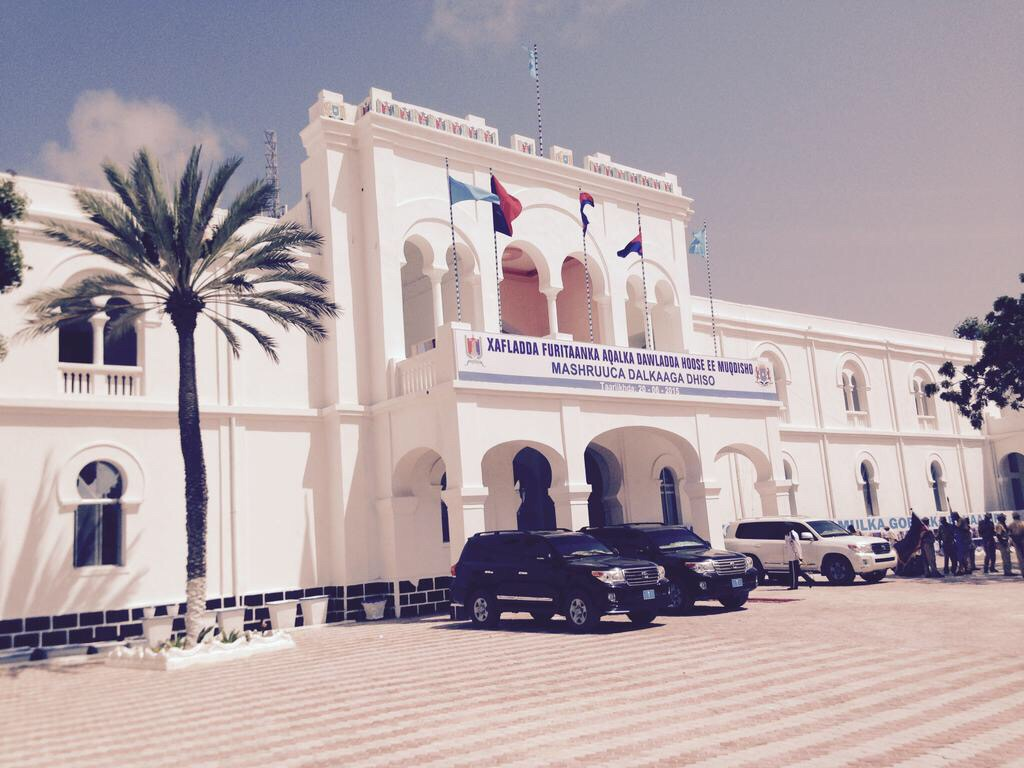
مجلس بلدية مقديشو، الذي يضم مكتب العمدة.

يقع مكتب عمدة العاصمة في مبنى بلدية مقديشو، الذي أعيد ترميمه مؤخرًا بعد سنوات من الإهمال خلال الحرب الأهلية الصومالية، يٌعين العمدة من قبل رئيس الصومال، وبجانب رئاسة البلدية عمدة العاصمة يشغل منصب محافظ بنادر.

## خلفية تاريخية
يُعتبر الإيطالي روميو كامباني أول من شغل منصب عمدة العاصمة مقديشو بعد تعيينه في المنصب من قبل الجنرال رودولفو غراتسياني حاكم الصومال الإيطالي، خلفه في المنصب محمد شيخ جمال الذي عُيّن عام 1956 بعد قيام الحكومة الصومالية تحت الوصاية الإيطالية، ومنذ استقلال الصومال وقيام الجمهورية الصومالية عام 1960 يُعين الرئيس الصومالي عمدة العاصمة.

## قائمة رؤساء بلديات مقديشو

### حقبة الاستعمار
تعاقب رؤساء بلديات مقديشو الآتية أسماؤهم على المنصب بعد تعيينهم من قبل حاكم الصومال الإيطالي، بعد الحرب العالمية الثانية احتل البريطانيون البلاد عام 1941 وحتى عام 1949، وعينوا رؤساء البلديات الذين اختاروهم من الإيطاليين، إلا أنه وبدءا من عام 1953 عُين صوماليين في المنصب.
| #  | الصورة | العمدة            | الفترة                         | الحاكم |
| -- | ------ | ----------------- | ------------------------------ | --- |
| 1  |        | روميو كامباني     | 1 ديسمبر 1936 - 15 ديسمبر 1937 | رودولفو جراتسياني أنجيلو دي روبين روجيرو سانتيني                                                                    |
| 2  |        | راج سكاربا        | 15 ديسمبر 1937 - 1 مارس 1937   | فرانشيسكو سافيرو كاروسيلي                                                                                           |
| 3  |        | دكتور سيكار       | 1 مارس 1937 - 3 يونيو 1937     | |
| 4  |        | لويجي باربينو     | 3 يونيو 1937 - 1937            | |
| 5  |        | مارسيليو باودينو  | 1937 - ديسمبر 1938             | |
| 6  |        | ساناتوري جوليانو  | ديسمبر 1938 - فبراير 1941      | جوستافو بيسنتي كارلو دي سيمون                                                                                       |
| 7  |        | بيترو بارتيلي     | فبراير 1941 - أبريل 1950       | السير ريجينالد دورمان سميث ويليام إريك هالستيد سكوفان دينيس هنري ويدشام إريك أرمار فوللي دي كاندول جيفري ماسي غامبل |
| 8  |        | أوليفيري أوليفريو | أبريل 1950 - يونيو 1950        | جيوفاني فورناري |
| 9  |        | إنريكو أليفييرو   | يونيو 1950 - نوفمبر 1953       | جيوفاني فورناري |
| 10 |        | كارلو فيكو        | نوفمبر 1953 - 1956             | |
| 11 |        | محمد شيخ جمال     | أكتوبر 1956 - 1958             | |
| 12 |        | علي عمر شيغو      | أكتوبر 1958 - 1960             | |

### رؤساء البلديات بعد الاستقلال
منذ استقلال الصومال وقيام الجمهورية الصومالية في 1 يوليو 1960 عُين رؤساء بلديات العاصمة مقديشو من قبل رئيس الصومال:
| #  | الصورة | العمدة               | الفترة                         | الحزب                           | الرئيس                                 |
| -- | ------ | -------------------- | ------------------------------ | ------------------------------- | -------------------------------------- |
| 13 |        | أحمد راغي            | 1960 - أغسطس 1962              | رابطة الشباب الصومالية          | آدم عبد الله عثمان                     |
| 14 |        | أحمد مودي            | أغسطس 1962 - سبتمبر 1963       | رابطة الشباب الصومالية          | آدم عبد الله عثمان                     |
| 16 |        | عمر إسترلين          | 1965 - فبراير 1966             | رابطة الشباب الصومالية          | آدم عبد الله عثمان                     |
| 17 |        | شريف عيدروس          | 1966 - 1970                    | رابطة الشباب الصومالية          | عبد الرشيد علي شارماركيمختار محمد حسين |
| 18 |        | أحمد عدي             | 20 نوفمبر 1970 - 8 ديسمبر 1970 | الحزب الاشتراكي الثوري الصومالي | محمد سياد بري                          |
| 19 |        | عثمان جيلي           | 8 ديسمبر 1970 - 1973           | الحزب الاشتراكي الثوري الصومالي | محمد سياد بري                          |
| 20 |        | حسن أبشير فرح        | 28 مارس 1973 - فبراير 1976     | الحزب الاشتراكي الثوري الصومالي | محمد سياد بري                          |
| 21 |        | يوسف أبوراس          | فبراير 1976 - مايو 1981        | الحزب الاشتراكي الثوري الصومالي | محمد سياد بري                          |
| 22 |        | عبد الله صلاد        | مايو 1981 - 1982               | الحزب الاشتراكي الثوري الصومالي | محمد سياد بري                          |
| 23 |        | حسن أبشير فرح        | 1982 - 1987                    | الحزب الاشتراكي الثوري الصومالي | محمد سياد بري                          |
| 24 |        | علي أوغاس            | 1987 - 16 يناير 1990           | الحزب الاشتراكي الثوري الصومالي | محمد سياد بري                          |
| 25 |        | سعيد فارح            | 16 يناير 1990 - 18 أكتوبر 1990 | الحزب الاشتراكي الثوري الصومالي | محمد سياد بري                          |
| 26 |        | أحمد جلعو            | 18 أكتوبر 1990 - 26 يناير 1991 | الحزب الاشتراكي الثوري الصومالي | محمد سياد بري                          |
| 27 |        | عبد الله غعل صبري    | 1991 - 2000                    | المؤتمر الصومالي الموحد         | علي مهدي محمد                          |
| 28 |        | حسين علي أحمد        | 1994                           | المؤتمر الصومالي الموحد         | علي مهدي محمد                          |
| 29 |        | عبد الله موسى حسين   | 2000 - 2004                    | المؤتمر الصومالي الموحد         | علي مهدي محمدعبد القاسم صلاد حسن       |
| 30 |        | إبراهيم شاويي        | 2005 - 2007                    |                                 | عبد الله يوسف أحمد                     |
| 31 |        | عدي غابو             | 15 يناير 2007 - مايو 2007      |                                 | عبد الله يوسف أحمد                     |
| 32 |        | محمد عمر حبيب        | مايو 2007 - 30 يوليو 2008      |                                 | عبد الله يوسف أحمد                     |
| -  |        | محمد طجحتور          | 2008 - 2010 مؤقت               |                                 | آدم محمد نور مدوبيشريف شيخ أحمد        |
| 33 |        | محمد نور ترسن        | 2010 - 27 فبراير 2014          | حزب العدالة الاجتماعية          | شريف شيخ أحمدحسن شيخ محمود             |
| 34 |        | حسن محمود حسين       | 27 فبراير 2014 - نوفمبر 2015   | مستقل                           | حسن شيخ محمود                          |
| 35 |        | يوسف حسين جمعالي     | نوفمبر 2015 -5 أبريل 2017      | حزب السلام والتنمية             | حسن شيخ محمود                          |
| 36 |        | ثابت عبدي محمد       | 15 أبريل 2017 - 19 يناير 2018  | محمد عبد الله محمد              |                                        |
| 37 |        | عبد الرحمن عمر عثمان | 20 يناير 2018 - أغسطس 2019     | محمد عبد الله محمد              |                                        |
| 38 |        | عمر محمود محمد       | 22 أغسطس 2019 - 14 سبتمبر 2022 | محمد عبد الله محمد              |                                        |
| 39 |        | يوسف حسين جمعالي     | 14 سبتمبر - حالي               | حزب السلام والتنمية             | حسن شيخ محمود                          |

## نائب العمدة

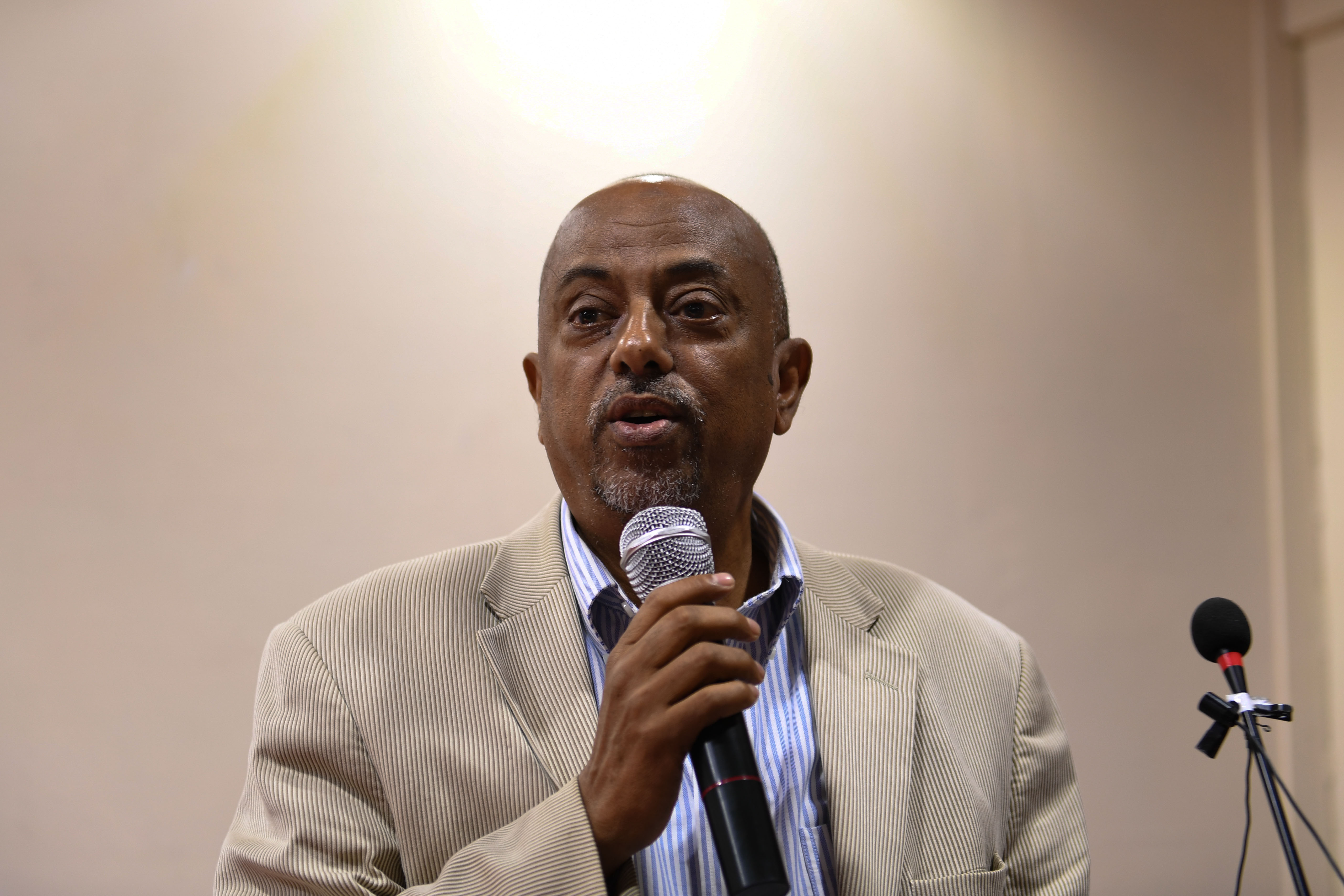
إيمان نور إيكر

نائب رئيس البلدية الحالي هو إيمان نور إيكر.

### نواب رؤساء البلديات السابقون البارزون
- حسن حاج محمود (1982-1991)

## في الثقافة الشعبية
في أواخر سنوات التمرد الصومالي وُصف الرئيس الصومالي سياد بري في أواخر عهده بأنه "عمدة مقديشو" بناء على حقيقة أن بري تقلص نفوذه ولم يكن يسيطر حينها سوى على أراضي صغيرة خارج العاصمة. وشاع هذا القول عام 1989 عندما استولى المؤتمر الصومالي الموحد على معظم البلدات والقرى المحيطة بالعاصمة، وفي 29 سبتمبر 1990، استخدمت صحيفة الإيكونوميست البريطانية العبارة في إشارة إلى بري.
خلال أوائل التسعينيات وبعد الإطاحة بنظام سياد بري وأثناء المجاعة الصومالية، أصبح دان إلدون، المصور الصحفي البريطاني الذي غطى المجاعة والصراع ذائع الصيت بين سكان مقديشان حيث أطلق عليه لقب "رئيس بلدية مقديشو". 